# Évolution territoriale des Pays-Bas

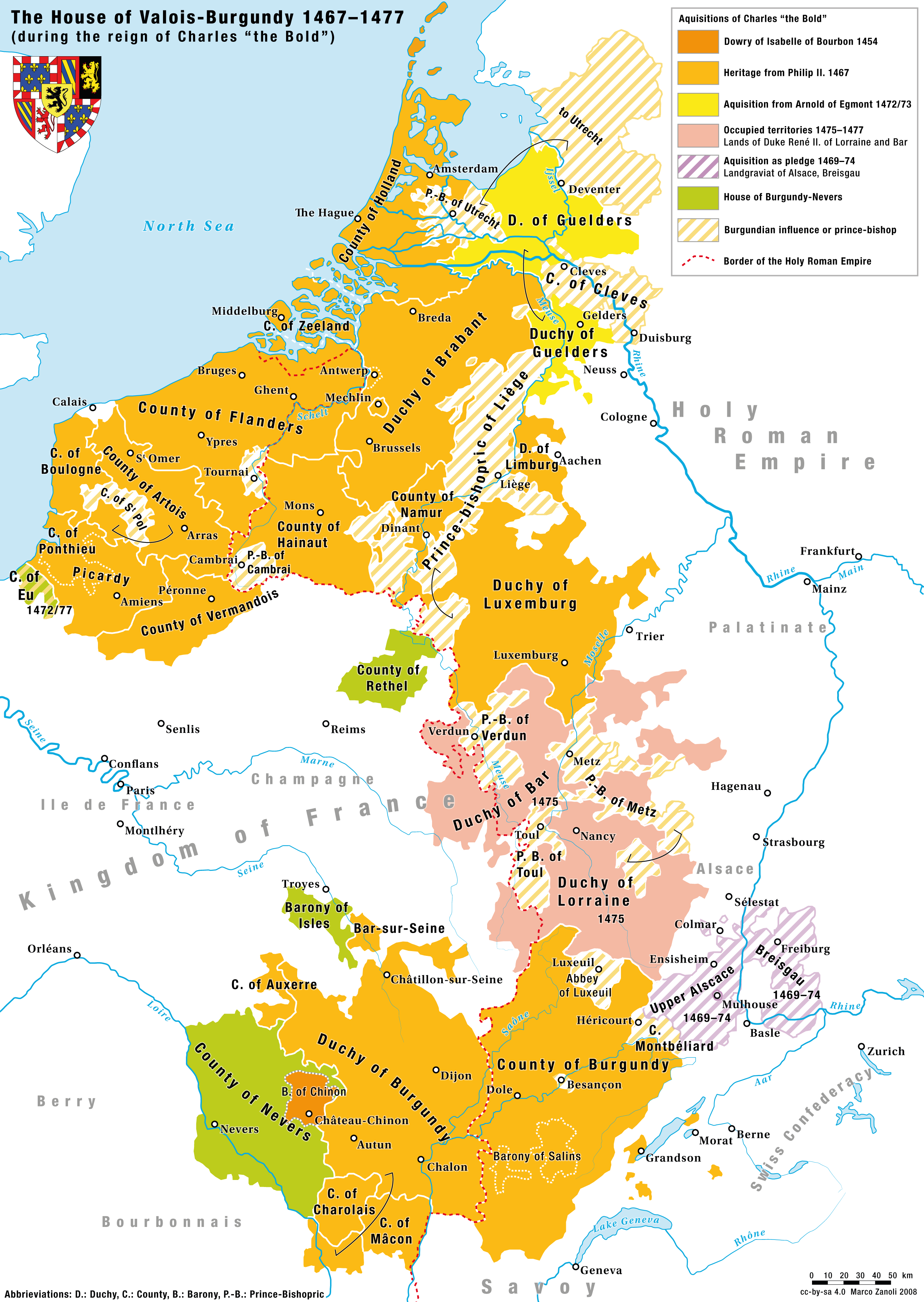
Territoires de la maison de Valois-Bourgogne sous le règne de Charles le Téméraire, 1465/67-1477

Cet article est une chronologie de l'évolution territoriale des Pays-Bas, listant les modifications intérieures et extérieures de la géographie politique de ce pays, depuis ses origines jusqu'à l'époque contemporaine.

## Chronologie

### Origine
1384 - 1443Formation progressive des Pays-Bas bourguignons, ensemble de provinces acquises par les ducs de Bourgogne dans les actuels Pays-Bas, Belgique, Luxembourg, nord de la France et ouest de l'Allemagne. La désignation de pays « bas » permet de les distinguer des possessions plus méridionales de Bourgogne et Franche-Comté.
18 août 1477Mariage de Marie de Bourgogne, dernière héritière du duché de Bourgogne, avec Maximilien Ier, empereur du Saint-Empire romain germanique. Elle lui apporte entre autres en dot les Pays-Bas bourguignons.
27 mars 1482Mort de Marie de Bourgogne. Les Pays-Bas deviennent possession des Habsbourg (Pays-Bas des Habsbourg).
4 novembre 1549La Pragmatique Sanction, édit de Charles Quint, réorganise et unifie plus avant les Dix-Sept Provinces.
25 octobre 1555Abdication de Charles Quint de ses possessions non autrichiennes. La possession des Dix-Sept Provinces est héritée par son fils, Philippe.
16 janvier 1556Abdication de Charles Quint de la couronne d'Espagne. Philippe devient Philippe II d'Espagne. La région est désignée comme Pays-Bas espagnols.

### Provinces-Unies
1581Les sept provinces du nord (Hollande, Zélande, Overijssel, Frise, Groningue, Gueldre et Utrecht), majoritairement protestantes, font sécession du reste des Pays-Bas espagnols, majoritairement catholique, et créent la république des Provinces-Unies. Déclenchement de la guerre de Quatre-Vingts Ans.
1648Reconnaissance de l'indépendance des Provinces-Unies au traité de Münster, partie des traités qui mettent fin à la Trente et à la guerre de Quatre-Vingts Ans.
1691Fondation de la Colonie du Cap.

### Période révolutionnaire
19 janvier 1795Proclamation de la République batave, après l'invasion française et la fuite de Guillaume V, stadhouder des Provinces-Unies.
16 mai 1795Traité de La Haye. La République batave cède Maastricht, Venlo et la Flandre à la France. Occupation de la colonie du Cap par le Royaume-Uni.
1803Restitution de la Colonie du Cap.
5 juin 1806Formation du royaume de Hollande. Nouvelle occupation de la colonie du Cap au profit du Royaume-Uni.
9 juillet 1810Dissolution du royaume de Hollande et annexion par la France. Perte définitive de la Colonie du Cap.

### Royaume des Pays-Bas
2 décembre 1813Guillaume Frédéric d'Orange-Nassau devient souverain des Pays-Bas après leur libération par les troupes prussiennes et russes.
16 mars 1815Pendant le congrès de Vienne, proclamation du royaume uni des Pays-Bas, comprenant les actuels Pays-Bas et Belgique, ainsi que les colonies néerlandaises. Le Luxembourg (comprenant l'actuelle province belge de Luxembourg) est en union personnelle avec le royaume des Pays-Bas.
1830Révolution belge. Sécession de la Belgique.
19 avril 1839Traité des XXIV articles. Indépendance de la Belgique et du Luxembourg. Ce dernier reste en union personnelle avec le royaume des Pays-Bas.
23 novembre 1890Mort de Guillaume III des Pays-Bas, sans descendance mâle. Les souverains du Luxembourg et des Pays-Bas deviennent distincts.
10 mai 1940Invasion des Pays-Bas par l'Allemagne.
10 janvier 1942Le Japon envahit les Indes orientales néerlandaises.
8 mai 1945Libération du pays lors de la capitulation de l'Allemagne.
Juillet 1945Reconquête des Indes orientales néerlandaises, débarquement australien à Bornéo.
17 août 1945Proclamation de l'indépendance de l'Indonésie, deux jours après la capitulation du Japon.
29 décembre 1945Création de la Nouvelle-Guinée néerlandaise par détachement des Indes orientales néerlandaises.
23 avril 1949Annexion par les Pays-Bas de quelques territoires frontaliers précédemment allemands (principalement Elten, Tüddern et Selfkant).
27 décembre 1949Conférence de la Table ronde de La Haye. Reconnaissance de l'indépendance de l'Indonésie. Transfert de la souveraineté des Indes orientales néerlandaises à la république des États-Unis d'Indonésie.
28 octobre 1954Constitution actuelle. Le pays devient une union comprenant les Pays-Bas européens, les Antilles néerlandaises, le Suriname et la Nouvelle-Guinée néerlandaise.
1er octobre 1962Transfert de la Nouvelle-Guinée néerlandaise à l'UNTEA. Elle est incorporée dans l'Indonésie le 1er mai 1963.
1er août 1963Rétrocession à l'Allemagne de la quasi-totalité des territoires annexés en 1949.
25 novembre 1975Indépendance du Suriname.
1er janvier 1986Autonomie d'Aruba des Antilles néerlandaises.
10 octobre 2010Dissolution de la fédération des Antilles néerlandaises en deux États autonomes (Curaçao et Saint-Martin) et trois municipalité à statut particulier au sein des Pays-Bas (Bonaire, Saint-Eustache et Saba).
1er janvier 2018Échange de territoire entre la Belgique et les Pays-Bas pour faire correspondre la frontière au cours actuel de la Meuse,.